# Rajd Monte Carlo 1969
Rajd Monte Carlo 1969 (38. Rallye Automobile de Monte-Carlo) – rajd samochodowy rozgrywany w Monaco od 17 do 24 stycznia  1969 roku. Rajd został rozegrany na asfalcie i śniegu.

## Wyniki końcowe rajdu[1]
| Msc. | Kierowca             | Pilot               | Samochód                   | Czas    | Strata |
| ---- | -------------------- | ------------------- | -------------------------- | ------- | ------ |
| 1.   | Björn Waldegård      | Lars Helmér         | Porsche 911 S              | 5:59.14 | 0.0    |
| 2.   | Gérard Larrousse     | Claude Perramond    | Porsche 911 S              | 6:03.51 | +4.37  |
| 3.   | Jean Vinatier        | Jean-François Jacob | Alpine-Renault A110 1300   | 6:04.14 | +5.00  |
| 4.   | Jean-François Piot   | Jean Todt           | Ford Escort TC             | 6:15.53 | +16.39 |
| 5.   | Jean-Luc Thérier     | Marcel Callewaert   | Renault 8 Gordini          | 6:26.05 | +26.51 |
| 6.   | Pat Moss-Carlsson    | Liz Nyström         | Lancia Fulvia 1.3 Coupé HF | 6:31.53 | +32.39 |
| 7.   | Rob Slotemaker       | Ferry van der Geest | BMW 2002 Ti                | 6:35.50 | +36.36 |
| 8.   | Jean-Louis Barailler | Philippe Fayel      | Triumph 2.5 PI             | 6:45.51 | +46.37 |
| 9.   | Henri Greder         | Francis Murac       | Opel Commodore GS/E        | 6:52.09 | +52.55 |
| 10.  | Giorgio Pianta       | Emilio Paleari      | Autobianchi Primula Coupé  | 6:57.11 | +57.57 |